# Џејмс Тентон
Џејмс Тентон (енгл. James Tanton; Аделејд, 1. август 1966) је аустралијски математичар.

## Биографија
Докторирао је 1994. на Универзитету Принстон, са темом „On The Homology Of General Linear Groups Over Field Extensions“.